# Downeshelea deanei
Downeshelea deanei är en tvåvingeart som beskrevs av Felippe-bauer och Quintelas 1995. Downeshelea deanei ingår i släktet Downeshelea och familjen svidknott. Inga underarter finns listade i Catalogue of Life.